# Straža (Vršac)
Pour les articles homonymes, voir Straža.
Straža (en serbe cyrillique : Стража ; en roumain Strajă ; en hongrois : Strázsa ; en allemand : Lagerdorf) est un village de Serbie situé dans la province autonome de Voïvodine. Il fait partie de la municipalité de Vršac dans le district du Banat méridional. Au recensement de 2011, il comptait 538 habitants.

## Histoire
Straža fut fondé dans l'hiver 1716-1717 par l'armée impériale des Habsbourg pour servir de base aux soldats envoyés pour protéger la ville de Palanka contre l'avancée des troupes ottomanes. Après la guerre, plusieurs officiers et artisans restèrent sur place et formèrent la localité de Lagerdorf. 
En 1744, des Roumains commencèrent à s'installer dans le village, venant principalement d'Olténie, une province située dans la basse Valachie. En 1782, la localité comptait plus de 1 000 habitants. 
En octobre 1848, les troupes serbes de Voïvodine, venues d'Alibunar stationnèrent à Lagerdorf à cause de l'avancée des troupes du Royaume de Hongrie. L'armée serbe fut presque décimée par les Hongrois commandés par le général Jovan Damjanić (d'origine serbe). 
En 1880, Lagerdorf adopta le nom de Straža, qui, en serbe, signifie « la sentinelle ». 
En 1854, la localité comptait 1 195 habitants, en 1869, 1 242. En 1910, la population atteignait 1 678 habitants. 
Depuis les années 1960, la population de Straža n'a cessé de décroître.

## Démographie

### Évolution historique de la population
| 1948  | 1953  | 1961  | 1971  | 1981  | 1991  | 2002 | 2011 |
| ----- | ----- | ----- | ----- | ----- | ----- | ---- | ---- |
| 1 261 | 1 295 | 1 393 | 1 254 | 1 207 | 1 107 | 693  | 538  |

|  |